# Raszko Madżarow
Raszko Projczew Madżarow (bułg. Рашко Пройчев Маджаров; ur. 14 czerwca 1874 w Kopriwszticy, zm. 12 października 1943 w Sofii) – bułgarski polityk i prawnik, minister sprawiedliwości (1924), deputowany do Zwyczajnego Zgromadzenia Narodowego 14. (1908–1911), 15. (1911–1913), 16. (1913), 17. (1914–1919), 18. (1919–1920), 19. (1920–1923), 20. (1923), 21. (1923–1927), 22. (1927–1931), 23. (1931–1934) i 24. (1938-1939) kadencji.

## Życiorys
Pochodził z zamożnej rodziny kupieckiej z Kopriwszticy, był synem Projczo Madżarowa i Mariji z d. Karawełowej (siostry Lubena i Petko Karawełowa). Po ukończeniu gimnazjum w Sofii Raszko Madżarow studiował prawo w Sankt Petersburgu, Paryżu i w Lyonie. Od 1905 pracował jako adwokat w Sofii i działał w ruchu spółdzielczym. W latach 1908–1911 zasiadał w radzie miejskiej Sofii. W 1908 zwyciężył w wyborach do Zgromadzenia Narodowego, mandat deputowanego sprawował przez dziesięć kadencji.
W czerwcu 1918 stanął na czele resortu rolnictwa, sprawując ten urząd do października 1918. W 1923 objął na kilka miesięcy resort sprawiedliwości, odpowiadał za przygotowanie ustawy o ochronie państwa (Закон за защита на държавата). W latach 1924–1925 i 1928-1930 kierował resortem kolei, poczt i telegrafów.
Do końca życia działał w ruchu spółdzielczym i w ruchu turystycznym. Zmarł w Sofii, pochowany w Kopriwszticy. W 70. rocznicę śmierci Madżarowa odsłonięto w Kopriwszticy poświęconą mu tablicę pamiątkową, doceniając jego wkład w rozwój sieci wodociągowej w mieście.
Był żonaty (żona Cwetanka), miał córkę.